# Peter Williams (acteur)
Pour les articles homonymes, voir Peter Williams.
 (septembre 2024).
Peter Williams, né le 31 décembre 1957 à Kingston en Jamaïque, est un acteur vivant actuellement au Canada.

## Biographie
La majorité de son travail a été pour la télévision, en particulier le rôle de l'ennemi récurrent Apophis dans les quatre premières saisons de Stargate SG-1. Toutefois, il est aussi apparu au grand écran dans des films tels que Catwoman et Les Chroniques de Riddick. Son frère Stephen est aussi dans l'industrie du divertissement, et a réalisé plusieurs épisodes d'émissions de télévision, entre autres Dark Angel, Preuve à l'appui (Crossing Jordan) et Lost : Les Disparus.
En 1995, deux ans avant les débuts de Stargate SG-1, Peter Williams est apparu dans le film Jungleground, avec trois autres acteurs de l'univers de Stargate : Torri Higginson (Elizabeth Weir), J. R. Bourne (Martouf), et Lexa Doig (Dr. Lam).
Plus récemment, Peter Williams a joué le rôle principal de Gene Wright dans le film de Frances-Anne Solomon A Winter Tale sorti en 2007.

## Filmographie

### Cinéma

#### Vidéo
- 2009 : Stargate SG-1 : Enfants des dieux (version remastérisée) : Apophis
- 2008 : Stargate : Continuum (Stargate: Continuum) de Martin Wood : Apophis

#### Court métrage
- 2008 : Neon Rider: The Lost Episode de Winston Rekert
- 1985 : The Hospital de Murray Battle : Interne dans l'ascenseur

#### Long métrage
- 2007 : A Winter Tale de Frances-Anne Solomon : Gene Wright
- 2004 : Catwoman de Pitof : Inspecteur #2
- 2004 : Les Chroniques de Riddick (The Chronicles of Riddick) de David Twohy : détenu à la prison
- 2002 : Appel au meurtre (Liberty Stands Still) de Kari Skogland : conducteur
- 2000 : A Good Burn de Kyle Davison : Ruben
- 2000 : Love Come Down de Clément Virgo : Leon Carter
- 1999 : Little Boy Blues de J. David Gonella : Casino Dealer #2
- 1995 : Soul Survivor de Stephen Williams : Tyrone
- 1995 : Jungleground de Don Allan : Dragon
- 1995 : Someone to Die For de Clay Borris : Ray Jackson
- 1993 : Bound and Gagged: A Love Story de Daniel B. Appleby : M. Williams
- 1991 : Mystery Date de Jonathan Wacks : Bartender
- 1991 : Run de Geoff Burrowes (en) : Cab Driver
- 1982 : Heatwave de Phillip Noyce : Graydon Perkins

### Télévision

#### Téléfilms
- 2004 : L'Étoile de Noël (Eve's Christmas) de Timothy Bond : Frère James
- 2000 : Holiday Heart de Robert Townsend : Phillip Saint Paul
- 2000 : G-Saviour de Graeme Campbell : Lieutenant Tim Holloway
- 1999 : Sweetwater de Lorraine Senna : Albert Moore
- 1997 : La Fugue (Moment of Truth: Into the Arms of Danger) de Chuck Bowman : Frank
- 1996 : La Mémoire endormie (She Woke Up Pregnant) de James A. Contner : flic en uniforme
- 1993 : Dying to Remember d'Arthur Allan Seidelman : New York Cabbie
- 1993 : The Odd Couple: Together Again de Robert Klane : Raphael
- 1990 : The Widowmaker de John Madden : Philip Newsome
- 1988 : A Waltz Through the Hills de Frank Arnold : conducteur
- 1988 : Drop-Out Mother de Charles S. Dubin

#### Séries télévisées
- 2017 : The Expanse (saison 2, épisode 09) : le pilote du Somnambule Pleureur.
- 2014 : Working the Engels (saison 1, épisode 07 : The Crazy Family) : Simon Hightower
- 2013 : The Listener (saison 4, épisode 01 : Retour dans le passé) : Edgar
- 2009 : 'Da Kink in My Hair (saison 2, épisode 07 : Honesty the Best Policy?) : Cedric
- 2006 : Fallen (mini-série) : Kolazonta
  - (saison 1, épisode 03 : Someone Always Has to Die)
  - (saison 1, épisode 04 : Il Gran Rifuto)
- 2006 : North/South : Lex Colley
- 2004 : La Vie comme elle est (Life As We Know It) (saison 1, épisode 08 : La main passe) : Hal Morello
- 2004 : La Prophétie du sorcier (Legend of Earthsea ou Earthsea) (mini-série) : Kargide Soldier #2
- 2004 : Dead Like Me : Angelo
  - (saison 2, épisode 06 : Am stram gram)
  - (saison 2, épisode 10 : Combats de joute)
- 2004 : Show Me Yours : Marshall
  - (saison 1, épisode 04 : War & Peace)
  - (saison 1, épisode 05 : The Following Game)
  - (saison 1, épisode 06 : Sexual Healing)
  - (saison 1, épisode 07 : It's My Party)
- 2004 : Le Messager des ténèbres (The Collector) (saison 1, épisode 01 : Le Rappeur) : Gangsta
- 2003 : La Treizième Dimension (The Twilight Zone) (saison 1, épisode 32 : Les Monstres de Maple Street) : Tyrone
- 2002 : Just Cause (saison 1, épisode 08 : Bet Your Life) : Bob Washington
- 2002 : Dark Angel (saison 2, épisode 12 : 12 Heures de sursis) : Hal
- 2001 : Sydney Fox, l'aventurière (Relic Hunter) (saison 3, épisode 01 : Le Salaire de l'exploit) : Shandar
- 2001 : Mysterious Ways : Les Chemins de l'étrange (Mysterious Ways) (saison 2, épisode 07 : Un bébé extraordinaire) : Raphael Vasquez
- 1999 : Au-delà du réel : L'aventure continue (The Outer Limits) (saison 5, épisode 20 : Père et Fils) : Chili Wayne
- 1999 : Viper (saison 4, épisode 20 : L'Attaque du Soleil Levant) : Devon Zerbo
- 1998 - 2002 : Coroner Da Vinci (Da Vinci's Inquest) (21 épisodes) : Morris Winston
- 1998 : Night Man (saison 2, épisode 02 : The Black Knight) : Danny
- 1998 : Welcome to Paradox (saison 1, épisode 06 : The Extra) : Dr Ben Polaris
- 1998 : X-Files : Aux frontières du réel (The X-Files) (saison 5, épisode 11 : Clic mortel) : Jackson
- 1997 - 2005 : Stargate SG-1 (20 épisodes) : Apophis
- 1996 : Hurricanes (7 épisodes) : Oliver 'Rude' Marley
- 1995 : The Marshal (saison 1, épisode 13 : Rainbow Comix) : Nekoosa
- 1995 : Halifax f.p. (saison 1, épisode 02 : Words Without Music) : Milkie
- 1994 : Un tandem de choc (Due South) : Gerome
  - (saison 1, épisode 08 : Vacances à Chicago - 1re partie)
  - (saison 1, épisode 09 : Vacances à Chicago - 2e partie)
- 1994 : Cobra (saison 1, épisode 12 : Death on the Line) : Sid
- 1989 - 1994 : Le Ranch de l'espoir (en) (Neon Rider) (64 épisodes) : Pin / Winnipeg
- 1992 : E.N.G. (saison 3, épisode 14 : True Patriot Love) : Nehru Phillips
- 1991 : 21 Jump Street (saison 5, épisode 11 : La Loi du plus fort) : Louis Jones
- 1989 : Un flic dans la mafia (Wiseguy) (saison 1, épisode 15 : Tu vas craquer, Sammy) : Wingate
- 1988 : MacGyver (saison 4, épisode 05 : Grand Prix à Westwood) : Moe